# Gehyra media
Gehyra media (середня пілбарська скельна дтелла) — вид геконоподібних ящірок родини геконових (Gekkonidae). Ендемік Австралії. Описаний у 2018 році.

## Поширення і екологія
Середні пілбарські скельні дтелли мешкають в регіоні Пілбара у Західній Австралії. Вони живуть в кам'янистих місцевостях, серед гранітних скель і піщаних дюн.